# Аполлон (космическая программа)
Програ́мма «Аполло́н» — программа пилотируемых космических полётов космического агентства США НАСА, принятая в 1961 году с целью осуществления первой пилотируемой высадки на Луну и завершённая в 1975 году.
Цель программы была сформулирована президентом США Джоном Ф. Кеннеди в его речи 12 сентября 1962 года и была достигнута 20 июля 1969 года, в ходе полёта «Аполлона-11» с высадкой на Луну Нила Армстронга и Базза Олдрина.
Всего по программе «Аполлон» были совершены 6 успешных высадок астронавтов на Луну (последняя — в 1972 году). Эти шесть полётов по программе «Аполлон» на данный момент — единственные за всю историю человечества, когда люди высаживались на другом астрономическом объекте.
Программа «Аполлон» была третьей программой пилотируемых космических полётов, принятой НАСА. В этой программе использовались космический корабль «Аполлон» и серия ракет-носителей «Сатурн» (позднее были использованы и для программы «Скайлэб» и участвовали в советско-американской программе «Союз — Аполлон»; эти более поздние программы рассматриваются как часть полной программы «Аполлон»).
В ходе выполнения программы произошли две крупные аварии. Первая — пожар во время наземных испытаний на стартовом комплексе (после пожара сгоревший корабль получил название «Аполлон-1»), в результате которого погибли три астронавта — В. Гриссом, Э. Уайт и Р. Чаффи.
Вторая произошла во время полёта корабля «Аполлон-13»: в результате взрыва бака с жидким кислородом и выхода из строя двух из трёх батарей топливных элементов высадка на Луну была сорвана, астронавтам с риском для жизни удалось вернуться на Землю.
Программа внесла большой вклад в историю пилотируемой космонавтики. Она остаётся единственной космической программой, в ходе которой были осуществлены пилотируемые полёты за пределы низкой земной орбиты.
«Аполлон-8» был первым пилотируемым космическим кораблём, вышедшим на орбиту другого астрономического объекта, а «Аполлон-17» — это последняя на сегодня пилотируемая высадка на Луну.
Программа «Аполлон» и высадка на Луну часто упоминаются как одни из величайших достижений в истории человечества.

## Предыстория
Программа «Аполлон» была задумана в начале 1960 года, при администрации Эйзенхауэра, как продолжение американской космической программы «Меркурий». Космический корабль «Меркурий» мог доставить лишь одного астронавта на низкую орбиту вокруг Земли. Новый корабль «Аполлон» был предназначен вывести трёх астронавтов на траекторию к Луне и, возможно, даже совершить посадку на ней. Сама программа была названа управленцем НАСА Эйбом Силверстайном в честь греческого бога света и стрельбы из лука — Аполлона. Несмотря на то, что финансирование было значительно ниже необходимого из-за негативного отношения Эйзенхауэра к пилотируемой космонавтике, НАСА продолжало разработку программы. В ноябре 1960 года Джон Ф. Кеннеди был избран президентом после избирательной кампании, в которой он пообещал американцам добиться превосходства над Советским Союзом в области исследования космоса и ракетостроения.
12 апреля 1961 года советский космонавт Юрий Гагарин стал первым человеком в космосе, что лишь укрепило опасения американцев в том, что США отстали от Советского Союза на технологическом уровне.
В мае 1961 года президент США Джон Кеннеди выступил в конгрессе с изложением программы «Аполлон». Намечалось израсходовать на неё от 7 до 9 миллиардов долларов в течение первых пяти лет. Конечной целью программы была высадка человека на Луну не позднее 1970 года.
В сентябре 1962 года Кеннеди произнёс знаменитую речь о том, зачем посылать людей на Луну. Он сказал, что «мы решили отправиться на Луну в этом десятилетии и делать другие вещи не потому, что это легко, но потому, что это трудно; потому, что эта цель послужит наилучшей организации и проверке нашей энергии и наших способностей, потому, что этот вызов мы готовы принять, мы не готовы его откладывать, мы хотим победить».
Работы по программе «Аполлон» приобрели общегосударственный масштаб и по мобилизации научных, промышленных и финансовых средств превысили «Манхэттенский проект» создания атомной бомбы. В отличие от последнего, лунная программа не была секретной, что существенно упрощало и ускоряло ведение работ, так как все участники могли свободно обмениваться технической информацией как по вертикали, так и по горизонтали. Открытость работ позволяла осуществлять эффективный общественный контроль за их ведением, включая средства массовой информации.

## Космический корабль
Корабль «Аполлон» состоял из двух основных частей — соединённых служебного (негерметичного) и командного отсеков, в котором команда проводила бо́льшую часть полёта, и лунного модуля, предназначенного для посадки и взлёта с Луны двух астронавтов.
Кроме того корабль включал два дополнительных компонента: адаптер для соединения лунного модуля со связкой командного и служебного отсеков, а также систему аварийного спасения.
На траектории отлёта к Луне отстреливались панели адаптера, связка командный-служебный отсек отходила от третьей ступени РН, разворачивалась на 180 градусов, стыковалась с лунным модулем и вытягивала его из третьей ступени. После этого третья ступень и командный-служебный отсек с пристыкованным лунным модулем продолжали полёт отдельно.

### Командный и служебный отсеки
Командный отсек разработан американской компанией North American Rockwell и имеет форму конуса со сферическим основанием. Диаметр основания — 3920 мм, высота конуса — 3430 мм, угол при вершине — 60°, номинальная масса — 5500 кг.
Командный отсек является центром управления полётом. Все члены экипажа из трёх человек в течение полёта находятся в командном отсеке, за исключением этапа высадки на Луну, когда двое космонавтов переходят в лунный модуль. Командный отсек, в котором экипаж возвращается на Землю — всё, что остаётся от системы «Сатурн-5» — «Аполлон» после полёта на Луну. Служебный отсек несёт основную двигательную установку и системы обеспечения корабля «Аполлон».
Командный отсек включает
- герметичную кабину с системой жизнеобеспечения экипажа
- систему управления и навигации
- компьютер для расчёта траектории полёта с оперативной памятью 4 килобайта[14]

систему радиосвязи
- ответчик радиолокационной системы встречи на орбите для осуществления стыковки с лунным модулем на орбите[15]
- систему аварийного спасения и теплозащитный экран[16].

### Лунный модуль
Лунный модуль корабля «Аполлон» разработан американской компанией «Grumman» и имеет две ступени — посадочную и взлётную.
Посадочная ступень, оборудованная самостоятельной двигательной установкой и посадочными опорами, используется для спуска лунного корабля с орбиты Луны и мягкой посадки на лунную поверхность, а также служит стартовой площадкой для взлётной ступени.
Взлётная ступень, с герметичной кабиной экипажа из двух космонавтов и собственной двигательной установкой стартует, после завершения исследований, с поверхности Луны и на орбите стыкуется с командным отсеком, куда переходят космонавты, побывавшие на Луне.
Разделение ступеней при старте с Луны осуществляется при помощи пиротехнических устройств. Для тренировки астронавтов по управлению лунным модулем был создан специальный тренажёр, позволяющий имитировать на Земле пребывание в поле тяготения Луны.

## Ракеты-носители
Когда команда инженеров во главе с Вернером фон Брауном начала работу по программе «Аполлон», ещё не было ясно, какая схема полёта будет выбрана, и, соответственно, была неизвестна масса полезного груза, который ракета-носитель должна будет вывести на траекторию к Луне. Так называемая «прямая схема», по которой один корабль садился на Луну, взлетал и возвращался на Землю, требовала от ракеты-носителя очень большой грузоподъёмности. Под эту схему полёта планировалось создание ракеты-носителя «Нова». Но к 1962 году по инициативе одного из ведущих специалистов НАСА Джона Хуболта было решено, что основной корабль (в состав которого входит возвращаемый на Землю отсек, а также топливо и двигательная установка, необходимые для возвращения) остаётся на лунной орбите, а прилуняется и взлетает с Луны только отделяемый от основного корабля лунный модуль. Для поэтапного выполнения этой задачи были созданы ракеты-носители «Сатурн-1Б» (для полётов на околоземные орбиты) и «Сатурн-5» (для полётов на Луну). Несмотря на то, что «Сатурн-5» имел значительно меньшую мощность, чем «Нова» («Сатурн-5» выводил на траекторию к Луне около 47 тонн полезной нагрузки, а «Нова» проектировалась на 68 тонн), при новой схеме полёта этого оказывалось достаточно.

### «Сатурн-5»
Ракета-носитель «Сатурн-5» состояла из трёх ступеней. На первой ступени, S-IC, были установлены пять кислородно-керосиновых двигателей F-1, общей тягой 33 400 кН. Первая ступень работала 2,5 минуты и разгоняла космический аппарат до скорости 2,68 км/с (в инерциальной системе отсчёта). Вторая ступень, S-II, использовала пять кислородно-водородных двигателей J-2, общая тяга которых составляла 5115 кН. Вторая ступень работала приблизительно 6 минут, разгоняя космический аппарат до скорости 6,84 км/с и выводя его на высоту 185 км. На третьей ступени, S-IVB, был установлен один двигатель J-2 тягой 1000 кН. Третья ступень включалась дважды: после отделения второй ступени она работала 2,5 минуты и выводила корабль на орбиту Земли, а вскоре после выхода на орбиту включалась ещё раз и за 6 минут выводила корабль на траекторию полёта к Луне. Третья ступень выводилась на траекторию столкновения с Луной (начиная с полёта «Аполлона-13»; в предыдущих полётах к Луне ступень выходила на околосолнечную орбиту) для исследования геологии Луны: при падении ступени на Луну за счёт её кинетической энергии происходил взрыв, сейсмические волны от которого регистрировались аппаратурой, оставленной предыдущими экипажами.
Ракета-носитель «Сатурн-5» могла вывести на низкую околоземную орбиту груз массой около 145 т, а на траекторию к Луне — около 65 т (46,8 — корабль «Аполлон», 18,7 — третья ступень с остатками топлива). Всего было произведено 13 пусков ракеты, из них 9 — к Луне, все — успешные.

### «Сатурн-1Б»
«Сатурн-1Б» — двухступенчатая ракета-носитель, модернизированная версия ракеты-носителя «Сатурн-1». На первой ступени, SI-B, было установлено 8 кислородно-керосиновых двигателей H-1, общая тяга которых составляла 6700 кН. Ступень работала 2,5 минуты и выключалась на высоте 68 км. Вторая ступень «Сатурна-1Б», S-IVB (она же — третья ступень «Сатурна-5»), работала около 7 минут и выводила полезную нагрузку до 15,3 т на околоземную орбиту.
«Сатурн-1Б» использовалась в испытательных запусках по программе «Аполлон» и в программах «Скайлэб» и «Союз — Аполлон».

## Космические полёты по программе «Аполлон»

### 1961—1963 годы
Испытание РН «Сатурн-1» на разных стадиях готовности ракеты.
| №   | Название запуска | Дата запуска         | Конец миссии         | NSSDC_ID  | NORAD_ID | Примечания                           |
| --- | ---------------- | -------------------- | -------------------- | --------- | -------- | ------------------------------------ |
| № 1 | SA-1             | 27 октября 1961 года | 27 октября 1961 года | SATURNSA1 |          | Суборбитальный полёт, 15 мин 00 сек. |
| № 2 | SA-2             | 25 апреля 1962 года  | 25 апреля 1962 года  | SATURNSA2 |          | Суборбитальный полёт, 2 мин 40 сек.  |
| № 3 | SA-3             | 16 ноября 1962 года  | 16 ноября 1962 года  | SATURNSA3 |          | Суборбитальный полёт, 4 мин 52 сек.  |
| № 4 | SA-4             | 28 марта 1963 года   | 28 марта 1963 года   | SATURNSA4 |          | Суборбитальный полёт, 15 мин 00 сек. |
| № 5 | SA-5             | 29 января 1964 года  | 30 апреля 1966 года  | 1964-005A | 744      | 1-й орбитальный полёт, 791 день.     |

### 1964—1965[29]годы
Испытание моделей космического корабля «Аполлон».
| №    | Спутник            | Дата запуска          | Конец миссии          | РН             | NSSDC ID  | NORAD ID | Примечания                            |
| ---- | ------------------ | --------------------- | --------------------- | -------------- | --------- | -------- | ------------------------------------- |
| № 1  | «Аполлон QTV-1»    | 28 августа 1963 года  | 28 августа 1963 года  | Little Joe-2   | —         | —        | Суборбитальный полёт, высота 7,32 км. |
| № 2  | «Аполлон PA-1»     | 7 ноября 1963 года    | 7 ноября 1963 года    | САС «Аполлона» | —         | —        | Суборбитальный полёт, высота 2 км.    |
| № 3  | «Аполлон 001»      | 13 мая 1964 года      | 13 мая 1964 года      | Little Joe-2   | —         | —        | Суборбитальный полёт, высота 5 км.    |
| № 4  | «Аполлон» модель 1 | 28 мая 1964 года      | 1 июня 1964 года      | Сатурн-1       | 1964-025A | 800      |                                       |
| № 5  | «Аполлон» модель 2 | 18 сентября 1964 года | 22 сентября 1964 года | Сатурн-1       | 1964-057A | 883      |                                       |
| № 6  | «Аполлон 002»      | 8 декабря 1964 года   | 8 декабря 1964 года   | Little Joe-2   | —         | —        | Суборбитальный полёт, высота 5 км.    |
| № 7  | «Аполлон» модель 3 | 16 февраля 1965 года  | 10 июля 1985 года     | Сатурн-1       | 1965-009B | 1088     | Со спутником «Пегас-1»                |
| № 8  | «Аполлон» 003      | 19 мая 1965 года      | 19 мая 1965 года      | Little Joe-2   | —         | —        | Аварийный запуск, высота 6 км.        |
| № 9  | «Аполлон» модель 4 | 25 мая 1965 года      | 8 июля 1989 года      | Сатурн-1       | 1965-039B | 1385     | Со спутником «Пегас-2»                |
| № 10 | «Аполлон PA-2»     | 26 июня 1965 года     | 26 июня 1965 года     | САС «Аполлона» | —         | —        | Суборбитальный полёт, высота 2 км.    |
| № 11 | «Аполлон» модель 5 | 30 июля 1965 года     | 22 ноября 1975 года   | Сатурн-1       | 1965-060B | 1468     | Со спутником «Пегас-3»                |
| № 12 | «Аполлон 004»      | 20 января 1966 года   | 20 января 1966 года   | Little Joe-2   | —         | —        | Суборбитальный полёт, высота 23 км.   |

При запусках № 7, 9 и 11 внутри модели основного блока (отсек экипажа + двигательный отсек) космического корабля «Аполлон» находился спутник «Пегас» (в сложенном положении). На орбите модель корабля «Аполлон» сбрасывалась, и спутник «Пегас» выполнял свои задачи.

### 1966—1967 годы
Испытание ступени S-IVB и тестовых экземпляров космического корабля «Аполлон».
| №   | Название запуска     | Дата запуска         | Дата схода с орбиты  | NSSDC_ID             | NORAD_ID | Примечания                                                         |
| --- | -------------------- | -------------------- | -------------------- | -------------------- | -------- | ------------------------------------------------------------------ |
| № 1 | AS-201               | 26 февраля 1966 года | 26 февраля 1966 года | суборбитальный полёт |          | макет «Аполлона», полёт 37 мин.                                    |
| № 2 | AS-203               | 5 июля 1966 года     | 5 июля 1966 года     | 1966-059A            | 2289     | макета не было, только носовой обтекатель, 4 витка,взрыв на орбите |
| № 3 | AS-202               | 25 августа 1966 года | 25 августа 1966 года | суборбитальный полёт |          | макет «Аполлона», полёт 93 мин до высоты 1136 км.                  |
| № 4 | «Аполлон-1» (AS-204) | 21 февраля 1967 года |                      |                      |          | 27 января 1967 года — трагедия на тренировке экипажа               |

Старт AS-203 состоялся раньше AS-202 по причине неготовности последнего. При запуске AS-203 произведены следующие действия. Последняя ступень S-IVB экспериментальной ракеты-носителя «Сатурн-1Б» SA-203 была выведена на орбиту с не полностью израсходованным топливом. Основные задачи запуска — изучение поведения жидкого водорода в состоянии невесомости и испытания системы, обеспечивающей повторное включение основного двигателя ступени. После проведения запланированных экспериментов были закрыты клапаны в системе отвода паров водорода из бака, и в результате повышения давления ступень взорвалась на четвёртом витке.

### Первоначальные планы полётов
21 марта 1966 года был объявлен состав экипажа первого пилотируемого корабля по программе Аполлон: Вирджил Гриссом, Эдвард Уайт, Роджер Чаффи (дублёры: Джеймс Макдивитт, Дэвид Скотт и Рассел Швейкарт). Предполагалось, что он совершит полёт в последнем квартале того же года. В сентябре был объявлен экипаж и второго пилотируемого корабля: Уолтер Ширра, Донн Айзли и Уолтер Каннингем (дублёры: Фрэнк Борман, Томас Стаффорд и Майкл Коллинз). Однако из-за неготовности командно-служебного модуля в декабре было решено перенести первый полёт на конец февраля 1967 года, а второй полёт в том виде, в котором он был запланирован, был признан излишним и отменён. Тройка Ширры стала дублирующим экипажем Гриссома. Всего до конца 1967 года НАСА надеялось осуществить три пилотируемых полёта. Во втором теперь планировалось впервые испытать лунный модуль. Основным здесь стал экипаж Макдивитта, дублёры были обновлены — Томас Стаффорд (командир), Джон Янг и Юджин Сернан. Третий полёт должен был стать пилотируемым дебютом ракеты-носителя «Сатурн-5». Командно-служебный модуль предполагалось вывести на высокую околоземную орбиту с апогеем 6400 км. К этой миссии стали готовиться Фрэнк Борман, Майкл Коллинз и Уильям Андерс (основной экипаж) и Чарльз Конрад, Ричард Гордон и Клифтон Уильямс (дублирующий экипаж). Однако трагедия «Аполлона-1», случившаяся 27 января 1967 года и приведшая к гибели Гриссома, Уайта и Чаффи в результате пожара на стартовой площадке № 34, задержала американскую лунную программу, первый пилотируемый полёт («Аполлон-7») состоялся через 21 месяц.

### Корректировка планов
За полтора с небольшим месяца до первого беспилотного испытательного полёта ракеты-носителя «Сатурн-5» и командно-служебного модуля («Аполлон-4»), 20 сентября 1967 года все руководящие сотрудники НАСА, имевшие отношение к программе «Аполлон», собрались в Вашингтоне. Для выполнения задачи, поставленной президентом США Джоном Кеннеди, — до конца десятилетия высадить человека на Луну и благополучно вернуть его на Землю — оставалось чуть больше двух лет. На встрече одни доказывали, что необходимы дополнительные полётные испытания «Сатурна-5» и лунного модуля, а также пилотируемый полёт с лунным модулем по окололунной орбите без посадки, другие этому противились. В итоге был принят первоначальный пошаговый план, в котором все миссии (полёты) расписывались по семи шагам от A до G (в порядке букв английского алфавита), где G означала достижение цели — миссию с посадкой астронавтов на Луну.
| Миссия                                    | Номер полёта | Цели                                                                                            | Ракета-носитель             | Траектория                              | Продолжительность |
| ----------------------------------------- | ------------ | ----------------------------------------------------------------------------------------------- | --------------------------- | --------------------------------------- | ----------------- |
| A                                         | 4 и 6        | Доводка РН и космического корабля; вхождение в атмосферу Земли со скоростью возвращения от Луны | Сатурн-5                    | Апогей 16 600 км                        | Около 8,5 часа    |
| B                                         | 5            | Доводка лунного модуля (ЛМ), двигательной системы и технологии разделения ступеней              | Сатурн-1Б                   | Низкая околоземная эллиптическая орбита | Около 6 часов     |
| C                                         | n            | Оценка работы систем командно-служебного модуля (КСМ) и действий экипажа                        | Сатурн-1Б                   | Низкая околоземная орбита               | До 11 суток       |
| D                                         | n+1          | Оценка работы систем ЛМ, КСМ и действий экипажа; совместное маневрирование КСМ и ЛМ             | Сатурн-5 или два Сатурна-1Б | Низкая околоземная орбита               | До 11 суток       |
| E                                         | n+2          | Совместное маневрирование КСМ и ЛМ                                                              | Сатурн-5                    | Высокая околоземная орбита              | До 11 суток       |
| F                                         | n+3          | Оценка работы лунной миссии в условиях глубокого космоса                                        | Сатурн-5                    | Окололунная орбита                      | До 11 суток       |
| G                                         | n+4          | Посадка на Луну                                                                                 | Посадка на Луну             | Посадка на Луну                         | Посадка на Луну   |
| n — номер зависит от успехов миссий А и В |              |                                                                                                 |                             |                                         |                   |

Позднее, после полёта «Аполлона-9», к этим буквенным обозначениям добавятся миссии H и J, более сложные и с большей продолжительностью пребывания на Луне (H — до полутора суток с двумя выходами на поверхность; J — до трёх суток с тремя выходами).

### Несостоявшаяся миссия — трагедия на тренировке
«Аполлон-1» (англ. Apollo-1) — название, которое постфактум получила несостоявшаяся миссия (была намечена на конец февраля — середину марта 1967 года) корабля «Аполлон» (AS-204). Экземпляр корабля под номером CSM-012 пристыковали к незаправленной ракете-носителю «Сатурн-1Б» номер SA-204.
27 января 1967 года во время подготовки к первому пилотируемому полёту по программе «Аполлон» на борту корабля из-за кислородной атмосферы случился сильный пожар. Все члены экипажа — Вирджил Гриссом, Эдвард Уайт и Роджер Чаффи — погибли.
НАСА в этой ситуации пошло на беспрецедентные шаги. День трагедии был объявлен днём несостоявшегося запуска AS-204, а весь экипаж — астронавтами (Чаффи в космос ранее не летал), что уравняло статусы погибших и их семей с другими астронавтами (что, в том числе, влияло на помощь от государства).
До трагедии запуски с макетами AS-201 и AS-202, состоявшиеся в 1966 году, неофициально носили названия «Аполлон-1» и «Аполлон-2» (официальное название не присваивалось); запуск без макета AS-203 не имел даже неофициального названия. После трагедии несостоявшийся полёт AS-204 задним числом получил название «Аполлон-1», а следующий запуск по программе «Аполлон» получил официальное название «Аполлон-4».

### Беспилотные запуски
20 сентября 1967 года руководство НАСА приняло план, в котором все полёты (миссии) по программе «Аполлон» расписывались по семи шагам от А до G (в порядке букв английского алфавита), где G означала достижение цели — полёт с посадкой астронавтов на Луну.
| Миссия                                    | Номер полёта | Цели                                                                                            | Ракета-носитель             | Траектория                              | Продолжительность |
| ----------------------------------------- | ------------ | ----------------------------------------------------------------------------------------------- | --------------------------- | --------------------------------------- | ----------------- |
| A                                         | 4 и 6        | Доводка РН и космического корабля; вхождение в атмосферу Земли со скоростью возвращения от Луны | Сатурн-5                    | Апогей 16 600 км                        | Около 8,5 часа    |
| B                                         | 5            | Доводка лунного модуля (ЛМ), двигательной системы и технологии разделения ступеней              | Сатурн-1Б                   | Низкая околоземная эллиптическая орбита | Около 6 часов     |
| C                                         | n            | Оценка работы систем командно-служебного модуля (КСМ) и действий экипажа                        | Сатурн-1Б                   | Низкая околоземная орбита               | До 11 суток       |
| D                                         | n+1          | Оценка работы систем ЛМ, КСМ и действий экипажа; совместное маневрирование КСМ и ЛМ             | Сатурн-5 или два Сатурна-1Б | Низкая околоземная орбита               | До 11 суток       |
| E                                         | n+2          | Совместное маневрирование КСМ и ЛМ                                                              | Сатурн-5                    | Высокая околоземная орбита              | До 11 суток       |
| F                                         | n+3          | Оценка работы лунной миссии в условиях глубокого космоса                                        | Сатурн-5                    | Окололунная орбита                      | До 11 суток       |
| G                                         | n+4          | Посадка на Луну                                                                                 | Посадка на Луну             | Посадка на Луну                         | Посадка на Луну   |
| n — номер зависит от успехов миссий А и В |              |                                                                                                 |                             |                                         |                   |

В период между февралём 1966 года и апрелем 1968 года были осуществлены пять беспилотных полётов. Программу миссии А выполнили «Аполлон-4» и «Аполлон-6». В ходе их полётов были проведены беспилотные испытания командно-служебного модуля, и подтверждена надёжность ракеты-носителя «Сатурн-5», которой можно было доверить отправку людей в космос.
9 ноября 1967 года стартовал «Аполлон-4» с габаритно-весовым макетом лунного модуля. Это было первое лётное испытание ракеты-носителя «Сатурн-5». Задача полёта — испытание спускаемого аппарата при входе в атмосферу на скорости 11,14 км/с, близкой ко второй космической.
4 апреля 1968 года стартовал «Аполлон-6» с макетом лунного модуля. Испытание спускаемого аппарата — вход в атмосферу на скорости 10,07 км/с, близкой ко второй космической. Задача полёта — отработка управленческих систем корабля и лунного модуля.
Ранее, 22 января 1968 года, был запущен «Аполлон-5» с макетом лунного модуля на ракете с номером SA-204, оставшейся после пожара на «Аполлоне-1». Задача полёта — испытание двигательной установки корабля, исследование динамических нагрузок на беспилотный лунный модуль в условиях космического полёта. Этот полёт выполнил программу В-миссии.
В результате полёта «Аполлона-7» 11—22 октября 1968 года была успешно выполнена программа С-миссии.
Следующими должны были стать миссии D (первые пилотируемые испытания лунного модуля) и E (испытания лунного модуля на очень высокой околоземной орбите). Однако из-за серьёзных проблем производство лунного модуля задерживалось. К концу лета 1968 года стало ясно, что он не будет готов в запланированные сроки. Грумман Корпорейшн, производитель лунного модуля, выбился из графика, работая над уменьшением его массы и повышением надёжности электропроводки. К тому же в начале августа 1968 года НАСА получило от ЦРУ информацию, что СССР планирует предпринять в конце года пилотируемый облёт Луны. Было высказано предложение запустить следующий корабль без лунного модуля на действительно высокую орбиту, простирающуюся на 380 000 км до Луны. Серьёзных возражений никто не высказал. Миссию было решено переквалифицировать в C' (англ. C-prime, Си-прайм). 19 августа было объявлено о решении — «Аполлон-8» полетит к Луне. Вместо лунного модуля он возьмёт цилиндрическую болванку аналогичной массы. А первые пилотируемые испытания лунного посадочного корабля проведёт экипаж «Аполлона-9». Окончательное решение было обнародовано 12 ноября 1968 года.

### Подготовка РН и КК
В полёте «Аполлона-8» предполагалось использовать ракету-носитель «Сатурн-5», пронумерованную как AS-503, что означало: "третий полёт ракеты пятой серии проекта «Аполлон-Сатурн». За год до полёта, когда вторая ступень S-II ракеты-носителя AS-503 впервые прибыла в космический центр имени Кеннеди, она предназначалась для третьего беспилотного испытания «Сатурна-5» с грубым макетом космического корабля вместо реального командно-служебного модуля. Однако к концу апреля 1968 года руководство программы «Аполлон» посчитало, что двух полётов «Сатурна-5» вполне достаточно, чтобы понять его особенности. Было принято решение отправить экипаж на командно-служебном модуле (КСМ) CSM-103 вместе с первым пригодным к реальному космическому полёту лунным модулем (LM-3). Это стало бы первым испытанием полной ракетной системы «Аполлон» в космосе. Но для окончательного утверждения такого решения необходимо было оценить вторую ступень S-II на предмет её безопасности для астронавтов. 29 апреля S-II была снята с ракеты-носителя и отправлена в космический центр имени Джона Стенниса в штате Миссисипи для дальнейших испытаний. Они успешно завершились 30 мая 1968 года. Вторая ступень была снова доставлена в космический центр имени Кеннеди 27 июня.

### Пилотируемые полёты
В результате полёта «Аполлона-7» 11—22 октября 1968 года была успешно выполнена программа миссии С. Следующими должны были стать миссии D (первые пилотируемые испытания лунного модуля) и E (испытания лунного модуля на очень высокой околоземной орбите). К первой из них готовились Макдивитт, Скотт и Швейкарт (дублёры: Конрад, Гордон и Бин), ко второй — Борман, Коллинз и Андерс (дублёры: Армстронг, Ловелл и Олдрин). Однако из-за серьёзных проблем производство лунного модуля задерживалось. В начале августа 1968 года НАСА получило от ЦРУ информацию, что СССР планирует предпринять в конце года пилотируемый облёт Луны. Было высказано предложение запустить следующий корабль без лунного модуля на действительно высокую орбиту, простирающуюся на 380 000 км до Луны. Серьёзных возражений никто не высказал. Миссию было решено переквалифицировать в C' (англ. C-prime, Си-прайм). Об окончательном решении было объявлено 12 ноября 1968 года. Узнав о том, что «Аполлон-8» полетит без лунного модуля, Джеймс Макдивитт отказался от этого полёта, сославшись на то, что он слишком много времени потратил на подготовку к пилотированию лунного корабля. Фрэнк Борман, который должен был лететь на «Аполлоне-9», отнёсся к «Аполлону-8» с большим энтузиазмом, несмотря на то, что лететь предстояло без лунного модуля.
«Аполлон-7», стартовавший 11 октября 1968 года, был первым пилотируемым космическим кораблём, запущенным по программе «Аполлон». Это был одиннадцатидневный полёт на орбите Земли, целью которого были комплексные испытания командного модуля и командно-измерительного комплекса.
Первоначально следующим пилотируемым полётом по программе «Аполлон» должна была быть максимально возможная на земной орбите имитация режимов работы и условий полёта к Луне, а следующий запуск должен был провести аналогичные испытания на лунной орбите, совершив первый пилотируемый облёт Луны. Но одновременно в СССР проходили испытания «Зонда» — двухместного пилотируемого космического корабля «Союз 7К-Л1», который предполагалось использовать для пилотируемого облёта Луны. Угроза того, что СССР обгонит США в пилотируемом облёте Луны, заставила руководителей проекта переставить полёты, несмотря на то, что лунный модуль ещё не был готов для испытаний.
21 декабря 1968 года был запущен «Аполлон-8», и 24 декабря он вышел на орбиту Луны, совершив первый в истории человечества пилотируемый облёт Луны.
3 марта 1969 года состоялся запуск «Аполлона-9», в ходе этого полёта была произведена имитация полёта на Луну на земной орбите. Некоторые специалисты НАСА после успешных полётов кораблей «Аполлон-8» и «Аполлон-9» рекомендовали использовать «Аполлон-10» для первой высадки людей на Луну. Руководство НАСА сочло необходимым предварительно провести ещё один испытательный полёт.
18 мая 1969 года отправлен в космос «Аполлон-10», в этом полёте к Луне была проведена «генеральная репетиция» высадки на Луну. Программа полёта корабля предусматривала все операции, которые предстояло осуществить при высадке, за исключением собственно прилунения, пребывания на Луне и старта с Луны.
16 июля 1969 года стартовал «Аполлон-11». 20 июля в 20 часов 17 минут 42 секунды по Гринвичу лунный модуль прилунился в Море Спокойствия. Нил Армстронг спустился на поверхность Луны 21 июля 1969 года в 02 часа 56 минут 20 секунд по Гринвичу, совершив первую в истории человечества высадку на Луну. Ступив на поверхность Луны, он произнёс: 
Это один маленький шаг для человека, но гигантский скачок для всего человечества
В ходе экспедиции собрано 21,7 кг лунных пород. Это было первое неземное вещество, доставленное на Землю. Астронавты вернулись на Землю 24 июля.
14 ноября 1969 года состоялся запуск «Аполлона-12», и 19 ноября была осуществлена вторая высадка на Луну. Лунный модуль прилунился примерно в двухстах метрах от космического аппарата «Сервейер-3», астронавты сфотографировали место посадки и демонтировали некоторые детали космического аппарата, которые затем привезли на Землю. Собрано 34,4 кг лунных пород. Астронавты вернулись на Землю 24 ноября.
11 апреля 1970 года был запущен «Аполлон-13». 13 апреля на расстоянии 330 000 километров от Земли произошёл взрыв бака с жидким кислородом, и вышли из строя две из трёх батарей топливных элементов, которые обеспечивали электроснабжение отсека экипажа командного модуля. Вследствие этого астронавты не могли использовать маршевый двигатель и системы жизнеобеспечения служебного модуля. В распоряжении астронавтов остался лишь неповреждённый лунный модуль. Используя его двигатель, траекторию удалось скорректировать так, чтобы после облёта Луны корабль вернулся на Землю, благодаря чему астронавтам удалось спастись. Астронавты вернулись на Землю 17 апреля.
31 января 1971 года стартовал «Аполлон-14». 5 февраля 1971 года лунный модуль совершил посадку. Астронавты вернулись на Землю 9 февраля 1971 года. В ходе полёта была проведена значительно бо́льшая научная программа, чем в экспедициях «Аполлона-11» и «Аполлона-12». Собрано 42,9 кг лунных пород.
26 июля 1971 года взлетел «Аполлон-15». 30 июля лунный модуль совершил посадку. В ходе этой экспедиции впервые использовался лунный автомобиль, который также применялся в полётах «Аполлона-16» и «Аполлона-17». Собрано 76,8 кг лунных пород. Астронавты вернулись на Землю 7 августа 1971 года.
16 апреля 1972 года был запущен «Аполлон-16». 21 апреля лунный модуль совершил посадку. Собрано 94,7 кг лунных пород. Астронавты вернулись на Землю 27 апреля 1972 года.
7 декабря 1972 года — старт «Аполлона-17». 11 декабря лунный модуль совершил посадку. Собрано 110,5 кг лунных пород. В ходе этой экспедиции произошла последняя на сегодня высадка на Луну. Астронавты вернулись на Землю 19 декабря 1972 года.
В общей сложности лунные экспедиции «Аполлонов» доставили на Землю 382 килограмма образцов грунта, большая часть которых хранится в Лаборатории проб лунного грунта.
| №            | Астронавты                                     | Дата и время запуска и возвращения на Землю, время в полёте, ЧЧ:ММ:СС | Задачи и результаты полёта                                                                                                | Дата и время посадки и взлёта с Луны      | Время пребывания на Луне / суммарное время выходов на лунную поверхность | Масса доставленного лунного грунта, кг |
| ------------ | ---------------------------------------------- | --------------------------------------------------------------------- | --- | ----------------------------------------- | ------------------------------------------------------------------------ | -------------------------------------- |
| «Аполлон-7»  | Уолтер Ширра, Донн Эйсел, Уолтер Каннингем     | 11.10.1968 15:02:45 — 22.10.1968 11:11:48 / 260:09:03                 | Первые испытания корабля «Аполлон» на околоземной орбите                                                                  | -                                         | -                                                                        | -                                      |
| «Аполлон-8»  | Фрэнк Борман, Джеймс Ловелл, Уильям Андерс     | 21.12.1968 12:51:00 — 27.12.1968 15:51:42 / 147:00:42                 | Первый пилотируемый облёт Луны, вход в атмосферу со второй космической скоростью                                          | -                                         | -                                                                        | -                                      |
| «Аполлон-9»  | Джеймс МакДивитт, Дэвид Скотт, Рассел Швайкарт | 03.03.1969 16:00:00 — 13.03.1969 17:00:54 / 241:00:54                 | Испытания основного и лунного кораблей на околоземной орбите, отработка перестроения отсеков                              | -                                         | -                                                                        | -                                      |
| «Аполлон-10» | Томас Стаффорд, Юджин Сернан, Джон Янг         | 18.05.1969 16:49:00 — 26.05.1969 16:52:23 / 192:03:23                 | Испытания основного и лунного кораблей на окололунной орбите, отработка перестроения отсеков и манёвров на лунной орбите. | -                                         | -                                                                        | -                                      |
| «Аполлон-11» | Нил Армстронг, Эдвин Олдрин, Майкл Коллинз     | 16.07.1969 13:32:00 — 24.07.1969 16:50:35 / 195:18:35                 | Первая высадка на Луну.                                                                                                   | 20.07.1969 20:17:40 — 21.07.1969 17:54:01 | 21 ч 36 мин / 2 ч 32 мин                                                 | 21,7                                   |
| «Аполлон-12» | Чарльз Конрад, Алан Бин, Ричард Гордон         | 14.11.1969 16:22:00 — 24.11.1969 20:58:24 / 244:36:24                 | Вторая высадка на Луну.                                                                                                   | 19.11.1969 06:54:35 - 20.11.1969 14:25:47 | 31 ч 31 мин / 7 ч 45 мин                                                 | 34,4                                   |
| «Аполлон-13» | Джеймс Ловелл, Джон Суайгерт, Фред Хейз        | 11.04.1970 19:13:00 — 17.04.1970 18:07:41 / 142:54:41                 | Высадка на Луну не состоялась из-за аварии корабля. Облёт Луны и возвращение на Землю.                                    | -                                         | -                                                                        | -                                      |
| «Аполлон-14» | Алан Шепард, Эдгар Митчелл, Стюарт Руса        | 01.02.1971 21:03:02 — 10.02.1971 21:05:00 / 216:01:58                 | Третья высадка на Луну.                                                                                                   | 05.02.1971 09:18:11 — 06.02.1971 18:48:42 | 33 ч 31 мин / 9 ч 23 мин                                                 | 42,9                                   |
| «Аполлон-15» | Дэвид Скотт, Джеймс Ирвин, Альфред Уорден      | 26.07.1971 13:34:00 — 07.08.1971 20:45:53 / 295:11:53                 | Четвёртая высадка на Луну. Первый полёт с Лунным ровером.                                                                 | 30.07.1971 22:16:29 — 02.08.1971 17:11:22 | 66 ч 55 мин / 18 ч 35 мин                                                | 76,8                                   |
| «Аполлон-16» | Джон Янг, Чарльз Дьюк, Томас Маттингли         | 16.04.1972 17:54:00 — 27.04.1972 19:45:05 / 265:51:05                 | Пятая высадка на Луну. | 21.04.1972 02:23:35 — 24.04.1972 01:25:48 | 71 ч 2 мин / 20 ч 14 мин                                                 | 94,7                                   |
| «Аполлон-17» | Юджин Сернан, Харрисон Шмитт, Рональд Эванс    | 07.12.1972 05:33:00 — 19.12.1972 19:24:59 / 301:51:59                 | Шестая высадка на Луну.                                                                                                   | 11.12.1972 19:54:57 — 14.12.1972 22:54:37 | 75 ч / 22 ч 04 мин                                                       | 110,5                                  |

## Стоимость программы
В марте 1966 года НАСА заявило Конгрессу, что стоимость тринадцатилетней программы «Аполлон», в ходе которой будет выполнено шесть высадок на Луну между июлем 1969 и декабрём 1972 года, составит приблизительно 22,718 миллиарда долларов.
Согласно словам Стива Гарбера, куратора сайта об истории НАСА, окончательная стоимость программы «Аполлон» была от 20 до 25,4 миллиардов долларов США 1969 года, или приблизительно 136 миллиардов долларов по курсу 2005 года.

## Отменённые полёты
Первоначально планировались ещё 3 лунные экспедиции по 1974 год — «Аполлон-18» (экипаж — Ричард Гордон, Вэнс Бранд, Харрисон Шмитт; последний переведён в состав экипажа «Аполлона-17» вместо первоначально назначенного Джозефа Энгла), «Аполлон-19» (экипаж — Фред Хейз, Уильям Поуг, Джеральд Карр) и «Аполлон-20» (экипаж — Чарлз Конрад, Пол Уайтц, Джек Лаусма). Однако НАСА сократило бюджет программы и отменило сначала (в январе 1970 года) полёт «Аполлона-20», а затем (в сентябре 1970 года) — «Аполлона-18» и «Аполлона-19». Официально причиной отмены было названо отсутствие новой научной ценности при огромных расходах госбюджета и налогоплательщиков. Также была ограничена по объёму Прикладная программа «Аполлон» (ППА).

## Реализованные полёты ППА кораблей «Аполлон» после 1972 года
Оставшиеся неиспользованными три ракеты-носителя «Сатурн-5» применили в полётах ППА следующим образом: одна вывела на орбиту первую американскую орбитальную станцию «Скайлэб», оставшиеся две стали экспонатами музеев.
Три корабля «Аполлон» полетели в космос как «Скайлэб-2», «Скайлэб-3» и «Скайлэб-4».

Ещё один построенный «Аполлон» (отменённый полёт «Скайлэб-5») отправился в космос в рамках проекта «Союз — Аполлон». Эти 4 «Аполлона» выводились на орбиту ракетой-носителем «Сатурн-1Б».
| №                | Астронавты                                  | Дата запуска и возвращения на Землю | Время в полёте, ДД:ЧЧ:ММ (дни: часы: минуты) | Задачи и результаты полёта                                | Дата и время стыковки | Дата и время расстыковки | Время совместного полёта |
| ---------------- | ------------------------------------------- | ----------------------------------- | -------------------------------------------- | --------------------------------------------------------- | --------------------- | ------------------------ | ------------------------ |
| № 18 «Скайлэб-2» | Чарлз Конрад, Пол Уайтц, Джозеф Кервин      | 25 мая 1973 — 22 июня 1973          | 28:00:49                                     | 1-я экспедиция на орбитальную станцию «Скайлэб»           | 25 мая 1973 года      | 22 июня 1973 года        | -                        |
| № 19 «Скайлэб-3» | Алан Бин, Джек Лаусма, Оуэн Гэрриотт        | 28 июля 1973 — 25 сентября 1973     | 59:11:09                                     | 2-я экспедиция на орбитальную станцию «Скайлэб»           | 28 июля 1973 года     | 25 сентября 1973 года    | -                        |
| № 20 «Скайлэб-4» | Джеральд Карр, Эдвард Гибсон, Уильям Поуг   | 16 ноября 1973 — 8 февраля 1974     | 84:01:15                                     | 3-я экспедиция на орбитальную станцию «Скайлэб»           | 16 ноября 1973 года   | 8 февраля 1974 года      | -                        |
| № 21 «Аполлон»   | Томас Стаффорд, Дональд Слейтон, Вэнс Бранд | 15 июля 1975 — 25 июля 1975         | 09:01:28                                     | Проект «Союз — Аполлон»: стыковка «Аполлон» с «Союзом-19» | 17 июля 1975 года     | 19 июля 1975 года        | 46 часов 36 минут 44 сек |

## Флаг СССР
В ходе высадки «Аполлона-11» на Луну на борт были взяты небольшие флаги более чем 130 государств. Среди них был и флаг СССР.
2 июня 1970 года Нил Армстронг, прибывший с визитом в СССР в составе делегации из 32 руководящих сотрудников и научных специалистов НАСА и принимавший участие в XIII ежегодной конференции КОСПАР, встретился с Председателем Совета министров СССР Алексеем Косыгиным. При встрече Армстронг подарил ему маленькую ёмкость с образцами лунного грунта и флаг СССР, который вместе с астронавтами 20—21 июля 1969 года побывал на поверхности Луны. Косыгин сказал, что всегда будет беречь этот подарок как символ великого достижения.

## Память
Монетный двор в Филадельфии (США) отчеканил выпуклые памятные монеты в ознаменование 50-летия первой высадки астронавтов на Луне. Согласно описанию, приведённому на сайте Монетного двора США, на аверсе монеты изображён отпечаток ботинка астронавта в лунном грунте и перечислены программы NASA «Mercury», «Gemini» и «Apollo», названия которых разделены фазами Луны, а на реверсе воспроизведён сделанный 20 июля 1969 года фотоснимок шлема Эдвина Олдрина, в котором отражены Нил Армстронг и посадочный модуль корабля «Apollo-11». Золотые и серебряные монеты поступили в продажу 24 января 2019 года, а все вырученные средства пойдут в Фонд памяти астронавтов.

## Научное значение программы «Аполлон»
При посадке «Аполлона-11» на Луну на её поверхности был установлен комплект научных приборов: уголковый лазерный отражатель LRRR, сейсмическая станция PSEP, ловушка солнечного ветра SWC.
На основе анализов грунта Луны, доставленных на Землю «Аполлоном-11», была выдвинута теория происхождения Луны из сгущения протопланетного роя на геоцентрической орбите
.
В России изучение исторического и технологического наследия программы «Аполлон» продолжается и в XXI веке.